# Taeniogyrus venustus
Taeniogyrus venustus is een zeekomkommer uit de familie Chiridotidae.
De wetenschappelijke naam van de soort werd in 1887 gepubliceerd door Richard Wolfgang Semon.